# Podemos (Brasil)
Podemos, anteriormente denominado Partido Laborista Nacional (en portugués: Partido Trabalhista Nacional), es un pequeño partido político de Brasil. Se fundó en 1945 y fue prohibido durante la dictadura militar en 1965. Fue refundado el 2 de octubre de 1997 siendo su código electoral el 19.
En las elecciones legislativas del 2006 cosechó el 0,2% de los votos, no pudiendo conseguir ningún diputado.
En diciembre de 2016 el partido cambió de nombre, pasando de Partido Laborista Nacional, inspirado en la frase de campaña de Barack Obama para la campaña presidencial de 2008, descartando vínculos o relación con el partido político español Podemos.
Su candidato presidencial para los comicios de 2018 fue Álvaro Dias.

### Elecciones parlamentarias
|  | 13,9 % |

|  | 17,5 % |

|  | 14,3 % |

|  | 13,6 % |

|  | 11,9 % |

|  | 11,4 % |

|  | 6,0 % |